# Филип Френски (1116 – 1131)
Филип (II) Френски (на френски: Philippe de France; * 29 август 1116, † 13 октомври 1131) е френски принц, първороден син на крал Луи VI Френски и втората му съпруга Аделаида Морианска. Крал на Франция заедно с баща си между 1129 и 1131 г.

## Управление
Любим син на баща си, Филип е обявен за съ-крал заедно с баща си през 1129 г. Въпреки любовта на баща му, Филип предпочитал да пренебрегва заръките му и да не се придържа към високите изисквания на кралския сан, поставени от него.
Краткото му управление приключва едва две години след началото, когато, яздейки близо до Сена, при парижкия пазар, наричан Грав, конят му се препъва в диво прасе, изскочило пред него. Конят пада, а кралят бива изхвърлен напред през главата на животното и се строполява на земята. Падането „така ужасно осакатило крайниците му, че той починал следващия ден“, без да възвърне съзнание. Погребан е в базиликата „Сен Дени“ и престолонаследник става по-малкият му брат Луи Млади, бъдещият крал Луи VII.
Макар неприятностите донесени от него, Филип имал мечта да посети Светите земи, Йерусалим и Божи Гроб. Макар мечтите му да остават неосъществени, брат му се заклева да отиде там от негово име, повод за участието му във Втория кръстоносен поход от 1145 г.